# Église Notre-Dame-du-Rosaire de Hatoviejo
L’église Notre-Dame-du-Rosaire de Hatoviejo (Iglesia de Nuestra Señora del Rosario de Hatoviejo - Capilla Hato Viejo) est un lieu de culte catholique romain dédié à Notre Dame du Rosaire, qui est situé sur le côté sud du parc Santander, à Bello, en Colombie.
On l'appelle aussi « chapelle » (capilla) pour la différencier de la nouvelle église fondée en 1947 sur le côté nord du parc, et qui est également dédiée à la Vierge du Rosaire.
Le bâtiment, construit entre 1792 et 1796, est en style éclectique de type colonial. Toutes les peintures et objets intérieurs ont été amenés d'Espagne.
C’est dans cette église que Marco Fidel Suárez a été baptisé, elle a été déclarée monument national de Colombie en 1960. Elle fait partie de l’archidiocèse de Medellín.

## Source
- (es) Cet article est partiellement ou en totalité issu de l’article de Wikipédia en espagnol intitulé « Iglesia de Nuestra Señora del Rosario de Hatoviejo » (voir la liste des auteurs).